# Weingarten (Baden)
Weingarten je općina u njemačkoj pokrajini Baden-Württemberg, u okrugu Karlsruhe.

## Stanovništvo
Weingarten ima 9749 stanovnika.

## Ugovori o partnerstvu
- Liverdun, Francuska
- Olesa de Montserrat, Španjolska

## Vanjske poveznice
- Službena stranica (njem.)

### Ostali projekti
|  | Zajednički poslužitelj ima još gradiva o temi Weingarten (Baden) |